# Sexualhygiene
Sexualhygiene bezeichnet die Lehre von den gesundheitlichen Aspekten der menschlichen Sexualität, von der Erhaltung und Festigung der Gesundheit und der Verhütung sexuell übertragbarer Krankheiten, in einem engeren Sinne die Hygiene der männlichen und weiblichen Geschlechtsorgane, die auch als Genitalhygiene oder Intimhygiene bezeichnet wird. Letztere wird häufig mit Intimpflege verwechselt, die an den äußeren Genitalien vorgenommen wird, die aber keinesfalls ausreicht, um sexuell übertragbare Krankheiten zu verhindern oder zu behandeln. Allgemein wird die Sexualhygiene zum Fachgebiet Hygiene gerechnet, sie spielt aber auch in anderen Fachbereichen, beispielsweise in der Gynäkologie, der Urologie und der klinischen Infektionslehre eine wichtige Rolle.
Die Sexualhygiene beschäftigt sich unter anderem mit Themen wie der Körperpflege, Empfängnisverhütung, Schwangerschaft, dem Schwangerschaftsabbruch, den sexuell übertragbaren Krankheiten, Infektionen des Genitals und der ableitenden Harnwege, dem Geschlechtsverkehr und Safer Sex.

## Geschichte der Sexualhygiene
In vielen Ländern wurden hygienische Maßnahmen, beispielsweise Waschungen oder der Umgang mit der Monatsblutung, in einem rituellen Zusammenhang betrachtet. So können in hinduistischen Texten, wie dem Manusmriti und dem Vishnu-Purana, verschiedene Vorschriften hierzu gefunden werden. Baden ist eine der fünf täglichen Pflichten (Nitya karma) im Sikhismus; sich nicht zu baden, wird in manchen Schriften als Sünde bezeichnet. Solche Vorschriften dienten vornehmlich einer rituellen Reinheit, da die Übertragung von Krankheiten im Zusammenhang mit unreinlichem Verhalten noch nicht bekannt war. Allerdings führten diese Maßnahmen zu einer Tradition der Körperpflege, die auch dazu beitrug, Infektionskrankheiten vorzubeugen.

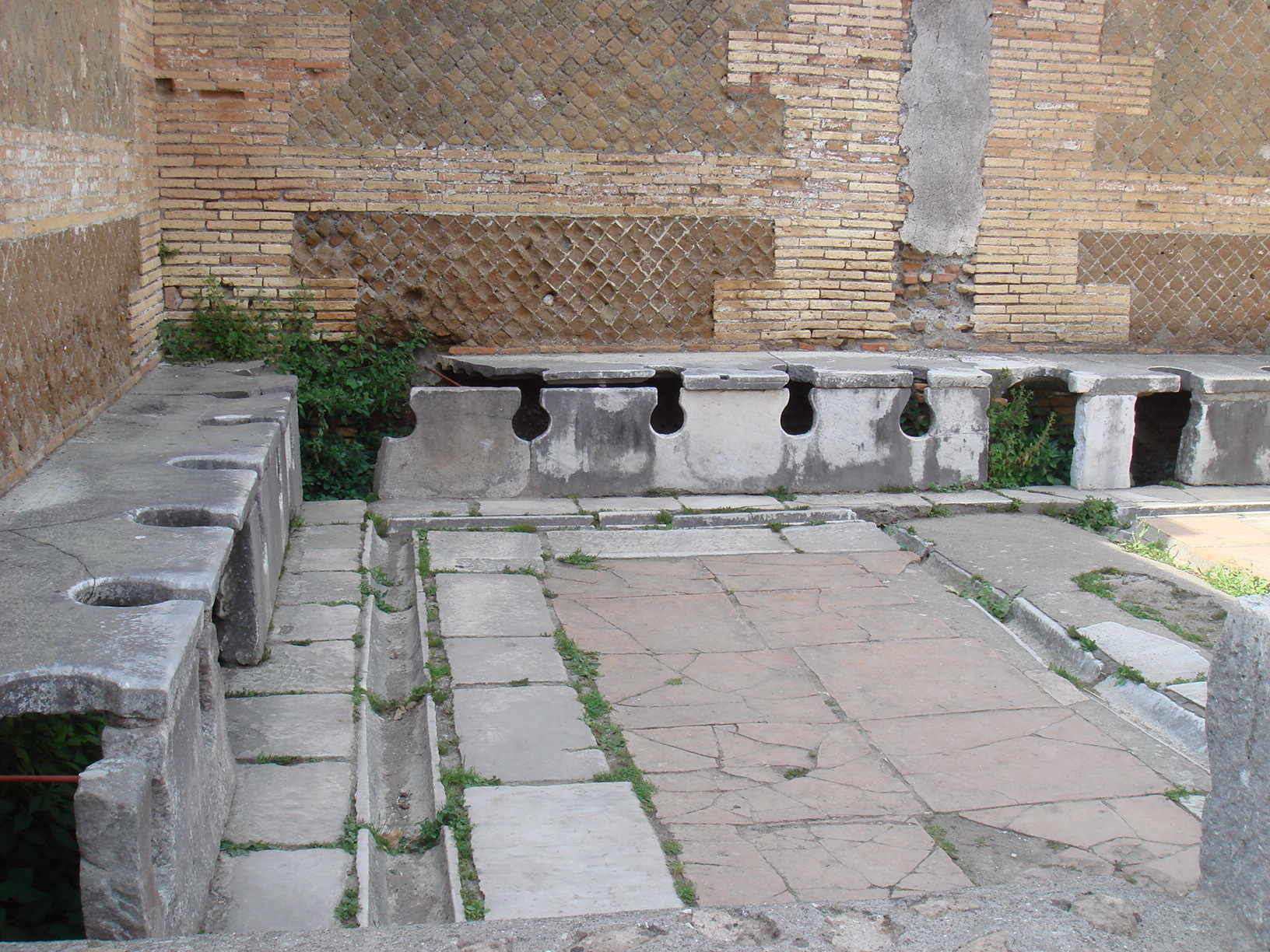
Latrine in Ostia Antica, Rom

Im antiken Rom war die persönliche Hygiene ein wichtiges gesellschaftliches Element. In den städtischen (urbanen) Siedlungsgebieten waren öffentlich zugängliche Badehäuser üblich und wurden von der Bevölkerung auch verlangt. Typisch waren neben dem regelmäßigen Austausch des Wassers auch Einrichtungen und Personal zur Massage, Depilation, zum Frisieren, Schminken und für Ölungen, wie Ovid es im dritten Teil von Ars amatoria festhielt. Für die Einwohner Roms waren öffentliche und private Latrinen eine Selbstverständlichkeit, Waschungen mit Schwämmen nach der Benutzung der Toilette üblich. Abwässer wurden gezielt aus der Stadt geleitet, wodurch eine grundlegende Hygiene gewährleistet wurde. In der römischen Kultur wurden Unreinlichkeiten im Bezug auf Sexualität verabscheut; viele Bordelle hatten eigene Wasseranschlüsse, und Reinlichkeit war unter den römischen Prostituierten offenbar üblich. Prostituierte, die sich nicht pflegten, verloren schnell ihre Kunden. Vor allem Prostituierten, die Praktiken wie Fellatio oder Analverkehr ausübten, wurde eine gewisse Unsauberkeit nachgesagt.
Im Islam wird seit seiner Entstehung im 7. Jahrhundert großer Wert auf die persönliche Hygiene gelegt. Neben der Vorschrift, sich vor Gebeten rituell zu reinigen, gibt es Vorschriften für die Benutzung der Toilette, für die Reinigung nach dem Geschlechtsverkehr, über die Entfernung von Körperhaaren, insbesondere der Schamhaare, und die rituelle Beschneidung (Zirkumzision) männlicher Kinder. Grundsätzlich wird im Qur’an empfohlen, ein hohes Maß persönlicher Hygiene und ritueller Reinheit aufrechtzuerhalten.
Entgegen allgemeinen Annahmen und der negierenden Einstellung der Kirchenväter zur Körperlichkeit und zur Hygiene, die sich mit dem Christentum verbreitete, kam das Waschen mit Wasser und das Baden in Europa erst kurz nach der Renaissance aus der Mode. Damals gingen zeitgenössische Wissenschaftler davon aus, dass Wasser durch den Kontakt mit der Haut Krankheiten übertrage. Dies führte zur Vernachlässigung der Körperpflege zugunsten der reichlichen Verwendung von Parfüm, anstelle des im Mittelalter verbreiteten Gebrauches von Wasser und Seife. Geschlechtskrankheiten, vor allem Syphilis, grassierten trotz des schon erfundenen Kondoms, das ausschließlich der Empfängnisverhütung diente. Mangelhafte Aufklärung und die ablehnende Haltung der Kirche zur Sexualität führten vielfach zu illegalen und lebensbedrohlichen Schwangerschaftsabbrüchen durch die sogenannten Engelmacherinnen.

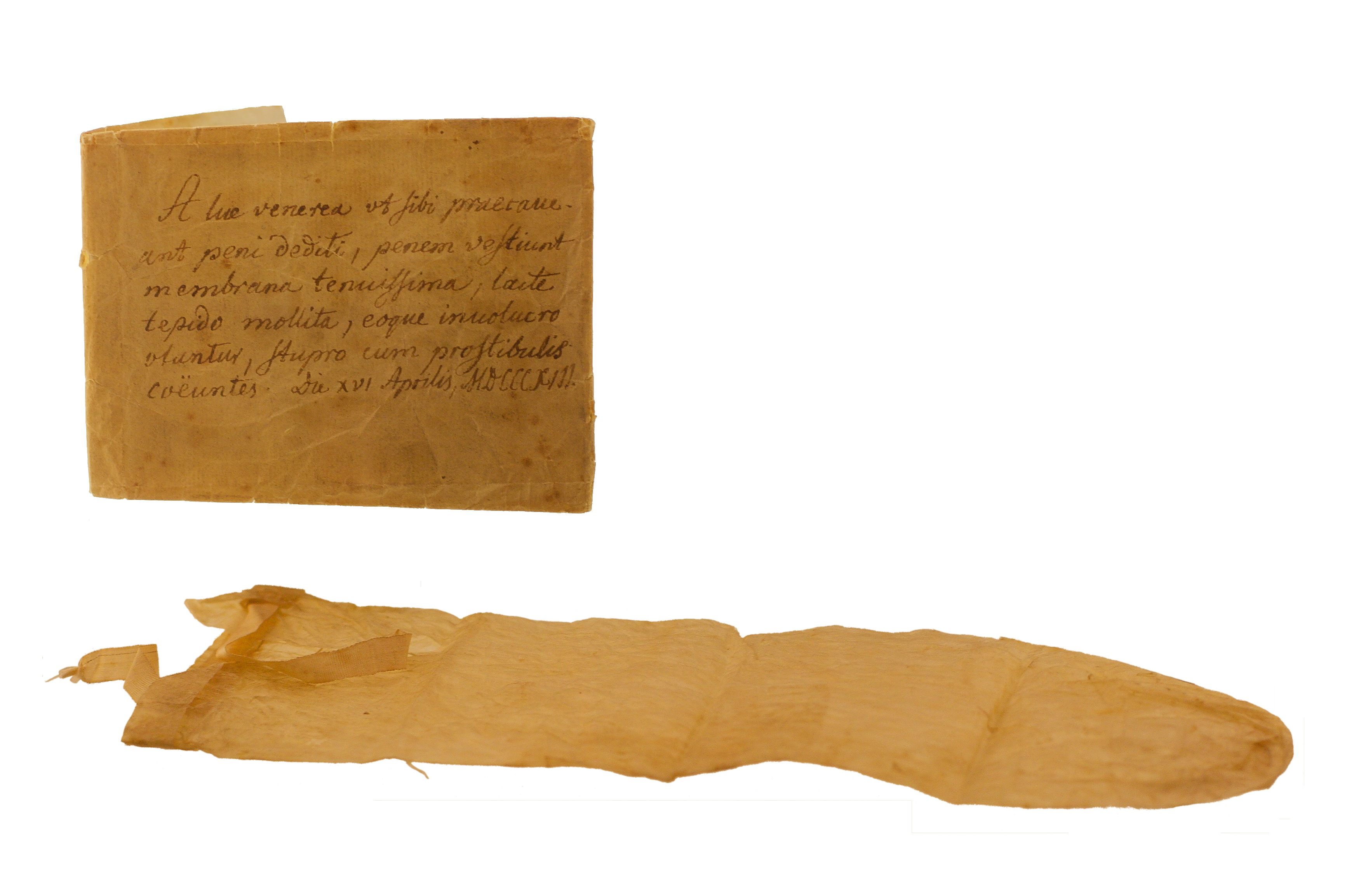
Kondom mit lateinischer Anleitung, 1813

Bis in das späte 19. Jahrhundert war der Zugang zu einer privaten Toilette und Bädern der Oberschicht vorbehalten. Die Historikerin Lynn Thorndike geht davon aus, dass sich die Menschen im mittelalterlichen Europa häufiger wuschen als die des 19. Jahrhunderts. Die heutige Verbreitung und Bedeutung sanitärer Einrichtungen setzte sich erst im Laufe des 19. und 20. Jahrhunderts durch, unter anderem durch die Forschungen John Snows, der entdeckte, dass Cholera sich durch mit Faeces kontaminiertes Wasser übertrug. Gleichzeitig förderte die Entwicklung restriktiver sittlicher Vorstellungen, dass die Benutzung der Toilette und die Reinigung der Genitalien so privat wie möglich stattfinden sollte. In den 1920er Jahren entwickelten sich in Deutschland auf Initiative von Ärzten und anderen Personen Vereine und Organisationen, die sich um Aufklärung im Bereich der Sexualhygiene über die Pflege des Genitalbereiches hinaus bemühten (z. B. die Sexpol). Sie setzten sich unter anderem für den freieren Zugang zu Empfängnisverhütungsmitteln und Schwangerschaftsabbrüchen ein, vertraten teilweise sexualreformerische Ideen in Anlehnung an psychoanalytische und sexualwissenschaftliche Erkenntnisse, verfolgten teilweise aber auch rassenhygienische und bevölkerungspolitische Ziele.
Empfehlungen zur Sexualhygiene gründen heute weitgehend auf Kenntnissen aus Medizin, da besonders aus dem zuständigen Fachbereich Hygiene.

## Grundlagen und Bereiche
Schon die arabisch-islamische Medizin hatte erkannt, dass es sexuell übertragbare Krankheiten gibt. Erste Erkenntnisse darüber werden Mohammed im 7. Jahrhundert zugeschrieben, ein erweitertes und umfassendes Verständnis der Zusammenhänge werden in Avicennas Liber Canonis (1025) deutlich. Die Frauenheilkunde, die sich sowohl in der arabischen als auch in der sich weiterentwickelnden Medizin des Mittelalters mit Empfängnisverhütung, Schwangerschaft und Geburt beschäftigte, kannte eine Vielzahl von Rezepten und Heilmitteln für die verschiedenen Frauenleiden. Mit den neuzeitlichen Entdeckungen auf dem Gebiet der Bakteriologie, der Übertragungswege und der Prävention insbesondere von Geschlechtskrankheiten wurde Sexualhygiene systematisiert, und es entwickelte sich ein öffentliches Interesse an dem Thema.
Die anatomischen Verhältnisse des Körpers, vor allem die Nähe des Anus zu den Genitalien, bedingen die Notwendigkeit einer konsequenten Reinigung des Anogenitalbereiches, da Bakterien aus dem Darm, wie E. coli, durch unsachgemäße oder fehlende Hygiene, durch Schmierinfektionen oder durch Geschlechtsverkehr in andere Körperöffnungen eingebracht werden können und dort zu Entzündungen führen können. Pilze, Viren und Parasiten können ebenfalls durch sexuellen Kontakt übertragen werden. Durch sie bedingten Erkrankungen kann durch einfache Maßnahmen, wie eine regelmäßige Reinigung der äußeren Geschlechtsorgane vorgebeugt werden. Frauen sind wegen ihrer im Vergleich zu Männern kürzeren Harnröhre in diesem Zusammenhang besonders gefährdet. Aufsteigende Harnwegsinfekte können zu einer Harnblasenentzündung führen, meist durch die Kontamination mit Darmbakterien.

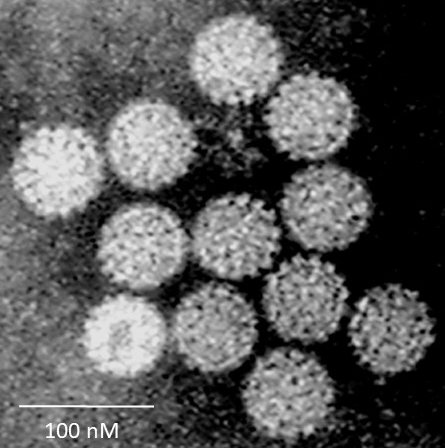
Elektronenmikroskopische Aufnahme von HP-Viren

Bei unbeschnittenen Jungen und Männern bildet sich zwischen Penisvorhaut und Eichel regelmäßig eine weiße bis hellgelbe Substanz, das Smegma. Wird dieses nicht im Rahmen der täglichen Intimpflege abgewaschen, kann es beim Mann zu Geruchsbildung und in schlimmeren Fällen zu Entzündungen teils mit Vernarbungen zwischen Eichel und Vorhaut kommen.
Auch bei Frauen wird zwischen Klitorisvorhaut und Klitoriseichel ein Sekret abgegeben, aus dem sich Smegma bilden und das zu Entzündungen und zu einer Klitorisadhäsion führen kann, wenn der Zwischenraum zwischen Eichel und Vorhaut nicht regelmäßig ausgespült wird.
Mangelnde Hygiene in diesem Bereich kann Menschen jedes Geschlechts und ihre Sexualpartner verstärkt durch Ansteckungen mit Papilloma-Viren gefährden, einem der auslösenden Faktoren für Gebärmutterhalskrebs und Peniskarzinome.
Einige Krankheiten werden durch Körperflüssigkeiten übertragen und können den nicht infizierten Partner beim Geschlechtsverkehr sowohl durch das Sperma, die Vaginalflüssigkeit oder durch Blut und Speichel anstecken. Die bedeutendsten dieser Erkrankungen aus dem viralen Spektrum sind AIDS sowie Hepatitis B, Hepatitis C und Herpes genitalis. Die bekannten durch Bakterien verursachten übertragbaren Geschlechtskrankheiten sind Gonorrhoe (Tripper), Syphilis (Lues), Ulcus molle und das Lymphogranuloma venereum.
Ein bewusster Umgang mit der Sexualität umfasst auch die Aufklärung und Anleitung von Kindern und Jugendlichen, sowohl auf dem Gebiet der Körperpflege als auch der Sexualität. Zielsetzung ist neben der systematischen und regelmäßigen Reinigung die Entwicklung eines unkomplizierten Umgangs mit Fragen zur Sexualität, beispielsweise bei notwendigen Untersuchungen durch Frauenärzte, die Möglichkeit, sich frei und informiert für eine Art der Verhütung entscheiden und sich angemessen vor einer Infektion mit sexuell übertragbaren Krankheiten schützen zu können. Für sexuell aktive Personen gehören auch der hygienische Umgang mit Sexspielzeug und der verantwortungsbewusste Umgang mit häufig wechselnden Sexualpartnern, auch im Falle einer eigenen Erkrankung, dazu. Für ältere Menschen ist auch die regelmäßige Teilnahme an Krebsfrüherkennungsuntersuchungen und der Umgang mit den altersbedingten Einschränkungen der sexuellen und ausscheidenden Funktionen und den entsprechenden Hilfsmitteln ein Teil der systematischen Sexualhygiene.
Weitere Felder der Sexualhygiene sind beispielsweise die Körperpflege während der Menstruation oder im Wochenbett, die Vermeidung nosokomialer Infektionen und das Verhalten bei urologischen Erkrankungen.

## Methoden der Sexualhygiene

### Sexualaufklärung und Anleitung zur Sexualhygiene
Eine der wesentlichen Methoden zur Gewährleistung einer verbreiteten und systematischen Sexualhygiene ist die Aufklärung über deren Notwendigkeit, deren Grundlagen und die Möglichkeiten des Einzelnen. Dies beginnt bei der regelmäßigen Inspektion des Genitals durch den Kinderarzt und entsprechende Anleitung der Eltern zu einer grundlegenden Reinlichkeit, wird in der Schule im Rahmen der Sexualkunde bei den Heranwachsenden fortgesetzt und wird auch für Erwachsene durch verschiedene öffentliche Einrichtungen wie etwa die deutsche Bundeszentrale für gesundheitliche Aufklärung angeboten. Auch in speziellen Lebenssituationen, beispielsweise Behinderung oder Krankheit wird beispielsweise das Pflegepersonal auf einen bewussten Umgang mit der veränderten Sexualität und der Anleitung zu einer entsprechend angepassten Intimhygiene hin geschult. Ein bekanntes historisches Beispiel der öffentlichen Aufklärung waren die in den Auslandseinsätzen der Soldaten gezeigten Dokumentarfilme aus den 1940ern und später, die sich mit Sexualhygiene beschäftigten und mit denen versucht wurde, die jungen Männer vor der Ansteckung mit Geschlechtskrankheiten bei Prostituierten zu schützen. Nicht zuletzt durch das Aufkommen von AIDS ist die Sexualhygiene zu einem staatenübergreifenden Thema geworden, neben weltweit entstandenen privaten nationalen Initiativen und staatlichen Stellen beschäftigt sich auch die Weltgesundheitsorganisation mit der Koordination der Aufklärung der Bevölkerung.

### Intimpflege
Ab dem Säuglingsalter beginnt die Intimpflege beim Wechseln der Windeln. Die Genitalregion ist grundsätzlich von vorne nach hinten zu reinigen, um das Einbringen von Keimen aus dem Enddarm in die Geschlechtsöffnung und in die Harnröhre zu vermeiden.
Zu einer systematischen Intimhygiene beim Kind und beim Erwachsenen gehören sowohl das tägliche Waschen der äußeren Geschlechtsorgane mit Wasser wie auch der tägliche Wechsel der Unterhose. Beim männlichen Genital sollte besonderes Augenmerk auf die gründliche Entfernung des Smegmas gelegt werden, was im Falle eines unbeschnittenen Penis nur durch eine Waschung bei vollständig zurückgezogener Vorhaut zuverlässig möglich ist. Der gesamte Hodensack (Skrotum) und das dahinter liegende Perineum (Damm) sind dabei einschließlich des Anus ebenfalls gründlich zu waschen. Auch beim weiblichen Genital kann sich zwischen den Schamlippen oder um die Klitoris Smegma bilden, das vollständig abgewaschen werden sollte. Das weibliche Perineum und der Anus sollten ebenfalls bei der Waschung mit eingeschlossen werden.
Intimduschen für die Vagina können unter Umständen die Scheidenflora der Frau empfindlich stören und damit die Besiedelung mit Pilzen und Bakterien begünstigen. Nur die Vulva und der Analbereich werden gewaschen. Die Vagina ist ein selbstreinigendes Organ. Für die Vulva genügt klares Wasser. Seife schädigt die Scheidenflora, weil sie basisch ist. Medizinische Intimwaschlotionen aus der Apotheke haben für das Scheidenmilieu geeignete Inhaltsstoffe, die die Scheidenflora schützen. Bei der täglichen Reinigung empfiehlt sich eine Begutachtung des Genitals mit Hilfe eines Spiegels und bei Auffälligkeiten wie Brennen, Nässen, Ausfluss, Knötchen, oder Verklebung der Klitorisvorhaut mit der Klitoriseichel, der umgehende Besuch eines Dermatologen (Hautarzt) oder eines Gynäkologen (Frauenarzt).

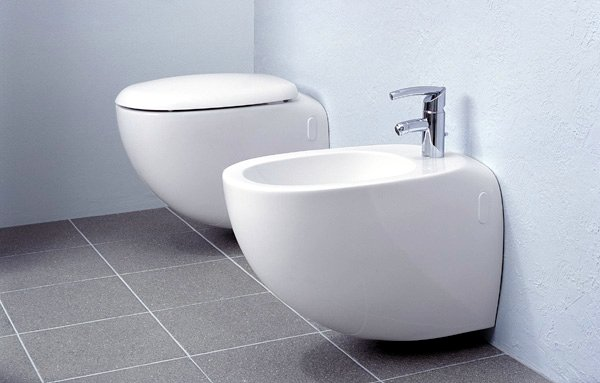
Bidet zur Intimwäsche

Zur Intimpflege gehört außerdem der Schutz der Genitalien vor der Einbringung von Darmbakterien beim Toilettengang. In manchen, vor allem orientalischen, Ländern wird hierbei die Reinigung mit Wasser, in anderen Regionen wird die trockene Reinigung mit Toilettenpapier bevorzugt. Allen gemein ist die Empfehlung für das weibliche Geschlecht, sich immer von der Harnröhre in Richtung Anus zu reinigen, um Harnwegsinfekte durch bakterielle Verunreinigung zu vermeiden, sowie Waschungen mit der Hand durchzuführen und auf gebrauchte Waschlappen, auf denen Keime siedeln können, zu verzichten. Besonders einfach und zuträglich für die persönliche Hygiene ist die Benutzung eines Bidets oder auch eines sogenannten Dusch-WCs. Darunter versteht man eine Toilette, die mit Warmwasser Vulva und Anus von vorne nach hinten reinigt. Für die Pflege bei Urin- oder Stuhlinkontinenz gibt es spezielle Hilfsmittel, die sowohl zur Selbstpflege als auch durch Pflegekräfte eingesetzt werden und die Haut vor Feuchtigkeit und Staunässe schützen.
Im weiteren Sinne gehört die Auswahl und Information über Hygieneartikel für die Pflege während der Menstruation, beispielsweise Kenntnisse über Vor- und Nachteile von Damenbinden, Tampons und Menstruationstassen, deren korrekte Anwendung und Entsorgung zur Intimpflege der Frau. Dies gilt entsprechend für die Verwendung von Vorlagen oder Slipeinlagen im Wochenbett, bei Ausfluss oder Krankheit und die notwendige Wäschepflege um eine Re-Infektion beispielsweise mit Pilzen zu verhindern. Hierzu gehört auch die Wahl der Unterwäsche im Hinblick auf ihre Waschbarkeit und Luftdurchlässigkeit.
Ebenfalls zur Intimpflege zählt für Frauen das Urinieren nach dem Geschlechtsverkehr: dies wirkt dem Aufsteigen von Bakterien in der Harnröhre entgegen und beugt Blaseninfektionen vor.
Abhängig von Tradition, Religion, persönlichen Vorlieben und gesellschaftlichen Trends gehören in manchen Kulturkreisen weitere Maßnahmen zur Intimpflege, ein weit verbreitetes Beispiel hierzu ist die Schamhaarentfernung, die je nach Durchführung auch zu unbeabsichtigten Verletzungen oder Hautirritationen führen kann. Die entsprechende Wundversorgung und anschließende Hautpflege gehört in solchen Fällen ebenso zur Sexualhygiene wie beispielsweise die Pflege eines Piercings im Genitalbereich.

### Hygienisches Handeln bei sexuellen Aktivitäten
Um das Infektionsrisiko durch unspezifische Keime und durch spezifische Erreger wie krankheitserregende Bakterien, Pilze und Viren zu minimieren, ist vor sexuellen Aktivitäten jeglicher Art hygienisches Handeln erforderlich. Prinzipiell verstehen sich die Maßnahmen der Sexualhygiene unabhängig von Geschlecht und sexueller Orientierung. Persönliche Vorstellungen und Voraussetzungen können differieren.

#### Schutz vor unspezifischen Keimen
Die Vermehrung und Übertragung unspezifischer Keime, die insbesondere bei mechanischer Beanspruchung der Schleimhäute Entzündungen hervorrufen können, kann durch tägliches Waschen des Intimbereichs, insbesondere durch Waschen vor sexuellen Betätigungen minimiert werden. Die weiblichen äußeren Genitalien sind stets von vorne nach hinten zu waschen, um das Einbringen von Pilzen oder Bakterien aus dem Darm in die Harnröhre und in die Geschlechtsöffnung zu vermeiden. Sauberkeit im Intimbereich macht bei medizinisch gesunden Menschen sowohl Oralverkehr als auch Vaginalverkehr aus hygienischer Sicht unproblematisch.
Schleimhautirritationen und -verletzungen, an denen Bakterien und auch Pilze besonders leicht einen Nährboden finden, können durch Feilen der Fingernägel und durch die Verwendung von Gleitmitteln verhindert werden.
Entleerung der Blase vor und nach dem Geschlechtsverkehr durchspült die Harnröhre, dadurch sinkt die Zahl unspezifischer Keime auch in der Harnröhrenöffnung. Eine weitere Maßnahme ist das Abwaschen des Penis unter der Vorhaut und Waschen der Vulva mit Wasser innerhalb der nächsten Stunden nach dem Sex, da Sperma unter den Hautfalten zum Nährboden für Bakterien wird, die es zersetzen, wobei unangenehme Gerüche entstehen.
Die Methode der Empfängnisverhütung kann die Zusammensetzung der Scheidenflora beeinflussen, das hat Auswirkungen auf die Wahrscheinlichkeit eine bakterielle Vaginose zu bekommen. Für die Gesunderhaltung der Scheidenflora kann mithilfe gynäkologischer Behandlung gesorgt werden, wobei eventuell die Wahl einer anderen Verhütungsmethode Besserung bringen kann.
Hygienemaßnahmen wie vorherige Spülung werden nur für Prostatamassage und Analverkehr empfohlen. Für die Prostatamassage verwendet der gebende Partner einen Einmalhandschuh. Für penile Penetration in den Anus verwendet der penetrierende Partner ein Kondom.  Eindringen in die Vagina und Berührungen der Vulva sind nach Kontakt der Hand, des Penis oder eines Sextoys mit dem inneren Analbereich zu vermeiden und sind erst nach sehr gründlicher Reinigung wieder möglich, da Keime aus dem Enddarm eine bakterielle Vaginose hervorrufen können. Nach jeglichen analen Praktiken, auch nach Verwendung eines Analdildos oder Butt-Plugs gehört sofortige gründliche Reinigung zu den Maßnahmen, mit denen die Verbreitung von Keimen verhindert werden kann. Für orale Zärtlichkeiten in dem Bereich wirkt ein Lecktuch als Barriere.
In den Gebrauchsanleitungen von Sexspielzeugen steht normalerweise, dass sie nicht von mehreren Personen benutzt werden sollen. Ob ein Sextoy nach Desinfektion mit einem im Fachhandel erhältlichen Reinigungsmittel für eine neue Person verwendet wird, ist den Benutzern selbst überlassen.

#### Schutz vor spezifischen Krankheitserregern

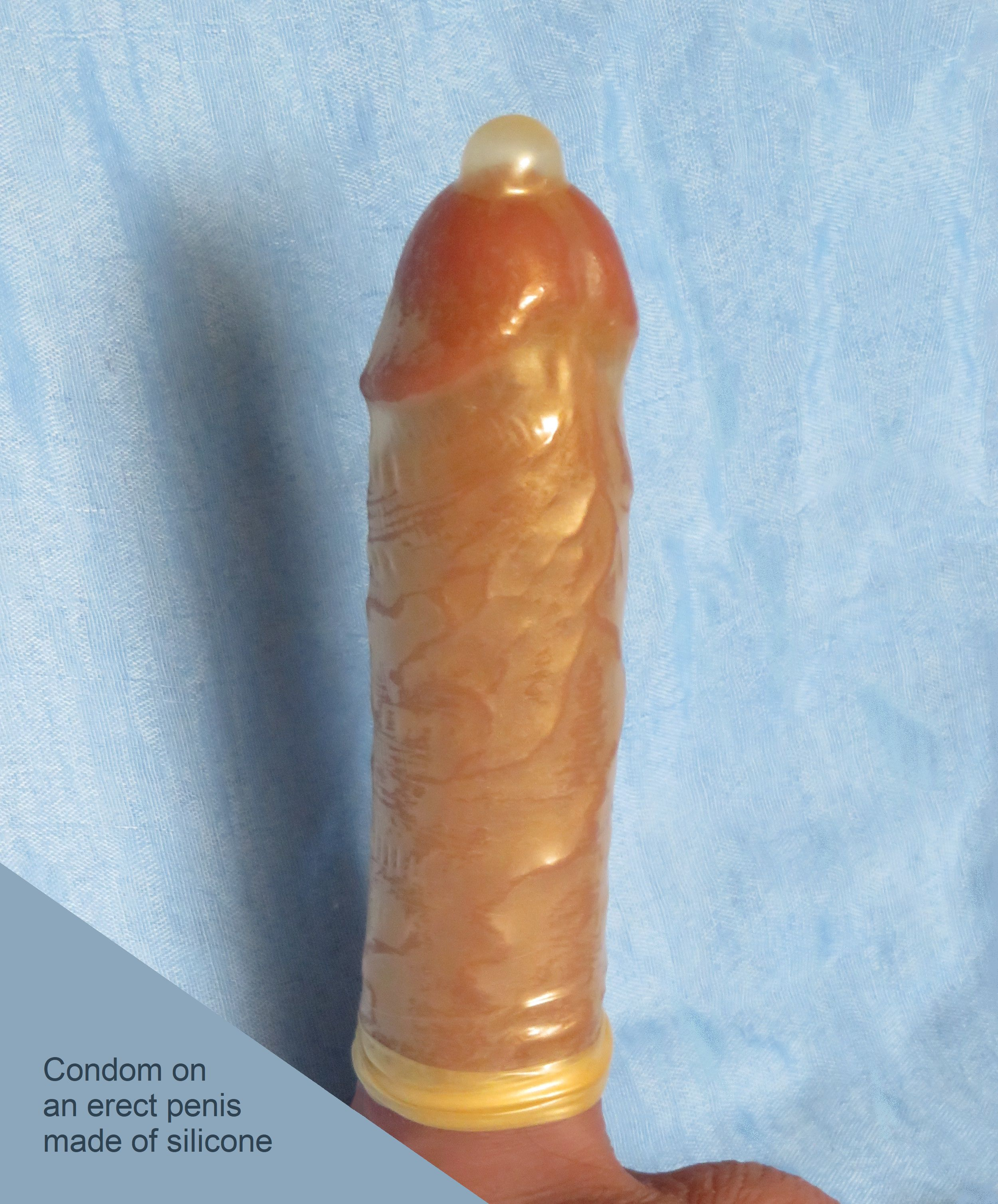
Kondom

Präventive fachärztliche Untersuchungen vor Beginn sexueller Intimitäten ermöglichen es, die meisten sexuell übertragbaren Erkrankungen schon im Vorfeld auszuschließen oder sie festzustellen und zu behandeln. Eine Ausnahme bildet das HIV, bei dem eine Infektion von einem vorherigen Partner erst nach etwa drei Monaten nachgewiesen werden kann.
Die Maßnahmen zur Prävention von Ansteckungen mit sexuell übertragbaren Krankheiten beinhalten nicht nur die allgemeine Intimhygiene beim Sex, sondern besondere Maßnahmen, die unter dem Begriff Safer Sex zusammengefasst werden. Obgleich diese Methoden hauptsächlich für den Schutz vor einer Infektion mit HIV entwickelt wurden, können dadurch zum Teil auch Ansteckungen mit anderen Geschlechtskrankheiten verhindert werden. Safer Sex sollte prinzipiell bei sogenannten One-Night-Stands praktiziert werden, aber auch bei einem neuen Partner, mit dem eine längerfristige Beziehung gewünscht wird, der zuvor schon Sexualkontakte hatte. Bei Beginn einer Partnerschaft ist zu bedenken, dass eine Infektion mit HIV erst etwa drei Monate nach einem zuvor stattgefundenen Risikokontakt mit einem früheren Partner nachgewiesen werden kann, weshalb ein negatives HIV-Testergebnis zu Beginn der neuen Beziehung noch nicht sicher bedeutet, dass keine HIV-Infektion vorliegt. Daher wird auch für diese Wartezeit Safer Sex empfohlen. Damit kann gleichzeitig die Übertragung anderer Infektionen wie beispielsweise Hepatitis, HPV und Gonorrhoe verhindert werden, bei denen erst nach einiger Zeit Symptome auftreten.
Bei Bläschen an den Lippen ist Küssen auf den Mund und Oralsex zu vermeiden, weil dabei ggf. ansteckende Herpesviren übertragen werden können.
Symptome des Pfeifferschen Drüsenfiebers sind ebenso ein Grund, niemand zu küssen, sondern einen Arzt für Hals-Nasen-Ohren-Heilkunde aufzusuchen.

### Umgang mit Erkrankung und Sexualität
Der verantwortungsvolle Umgang mit dem Sexualpartner schließt ein, diesen von eventuellen Erkrankungen des Genitals zu informieren und sich nötigenfalls ebenfalls therapieren zu lassen, beispielsweise um die bei Pilzen häufig vorkommenden „Ping-Pong-Infektionen“, bei denen sich die Partner abwechselnd immer wieder gegenseitig neu anstecken, effektiv behandeln zu können (Ping-Pong-Effekt). Patienten, die wegen urologischen oder gynäkologischen Krankheiten behandelt werden, müssen unter Umständen zeitweise ganz auf genitale Praktiken verzichten. Oral-genitaler Kontakt sollte bei „Fieberbläschen“, Soor oder Aphthen im Mund vermieden werden, genauso sollte bei Entzündungen oder Zahnfleischblutungen auf orale Praktiken verzichtet werden. Mit HIV oder anderen sexuell übertragbaren Krankheiten Infizierte sollten sich – am besten gemeinsam mit ihrem Partner – bei ihrem behandelnden Arzt informieren, wie eine Übertragung der Krankheit vermieden werden kann und welche Maßnahmen notwendig sind, um dennoch eine erfüllte Sexualität leben zu können.

### Weitere Bereiche
- Umgang mit und Auswahl der Empfängnisverhütung
- Intimpflege und Sexualität während Schwangerschaft
- Entscheidungshilfen und Intimpflege nach Schwangerschaftsabbruch
- Sexualität in bestimmten Lebenssituationen, beispielsweise Alterssexualität oder Sexualität bei Behinderungen